# Костел Воздвиження Чесного Хреста (Мінськ)
Костел Воздвиження Святого Хреста (біл. Касцёл Узвіжання Святога Крыжа) — римо-католицький храм у Мінську. Знаходиться на території кальварійського цвинтаря, через що його також називають «Кальварійським костелом».
Адміністративно належить до кальварійського деканату Мінсько-Могильовської архієпархії. Є пам'ятником архітектури в неоготичному стилі. Внесений до державного списку історико-культурних цінностей Республіки Білорусь.

## Історія

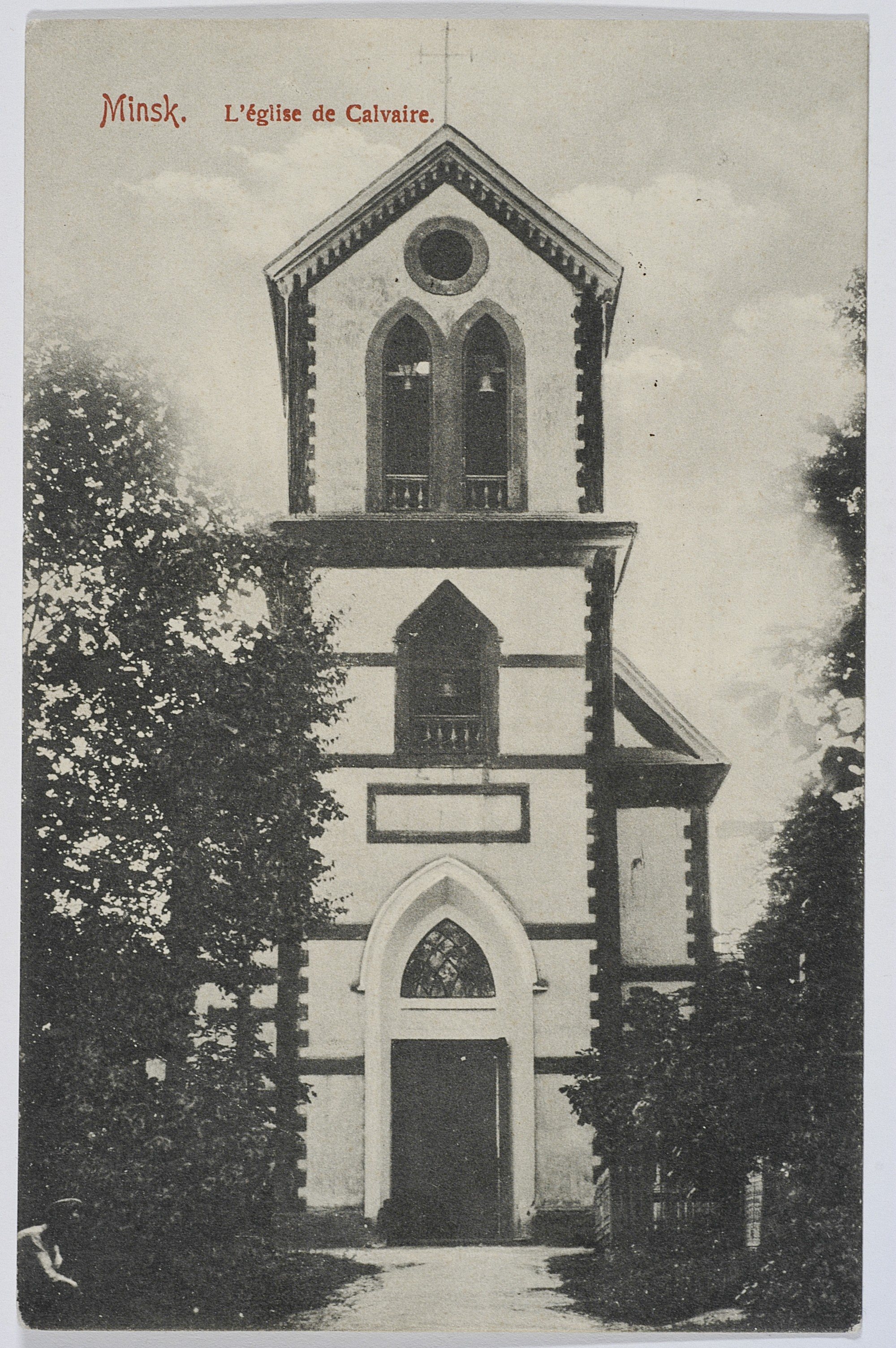
Костел у 1914 році

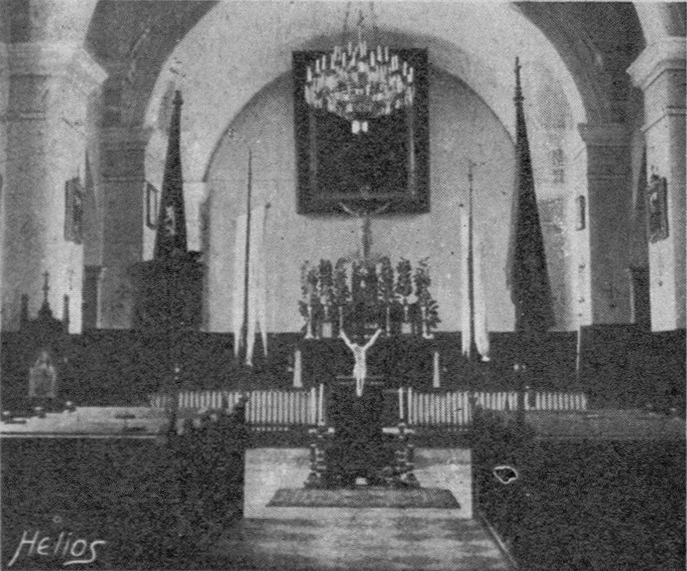
Інтер'єр костелу до 1914 року

Перший католицький храм на місці сучасного костела був спорудженій в середині XVIII століття, коли Кальварійський цвинтар знаходився далеко за межею Мінська. Церква була «дерев'яна, на фундаменті», мала дві високі триярусні вежі. На кладовищі кармелітського ордену, чий монастир знаходився у Мінську, організували «кальварію», тобто Хресну дорогу з каплицями на місцях стояння.
У 1798 р., після створення Мінської єпархії, кальварійський костел був переданий мінським францисканцям, а кладовище стало католицьким та загальноміським. 
У 1836 р. струхлявілу дерев'яну будівлю повністю ліквідували, а на її місці у 1839-1841 рр. розпочали будівництво мурованого храму в неоготичному стилі. У 1842 році церкву освятили.
У 1930-х роках церква залишалася єдиним діючим костьолом у Мінську, але навіть вона не мала свого пастора. Проте, перед початком Великої Вітчизняної війни цей костел теж закрили. Служби були відновлені під час нацистської окупації Мінська, але відразу після закінчення війни будівлю було перетворено на майстерню. У 1980 році костел повернули вірянам, тоді ж відремонтували.

## Архітектура

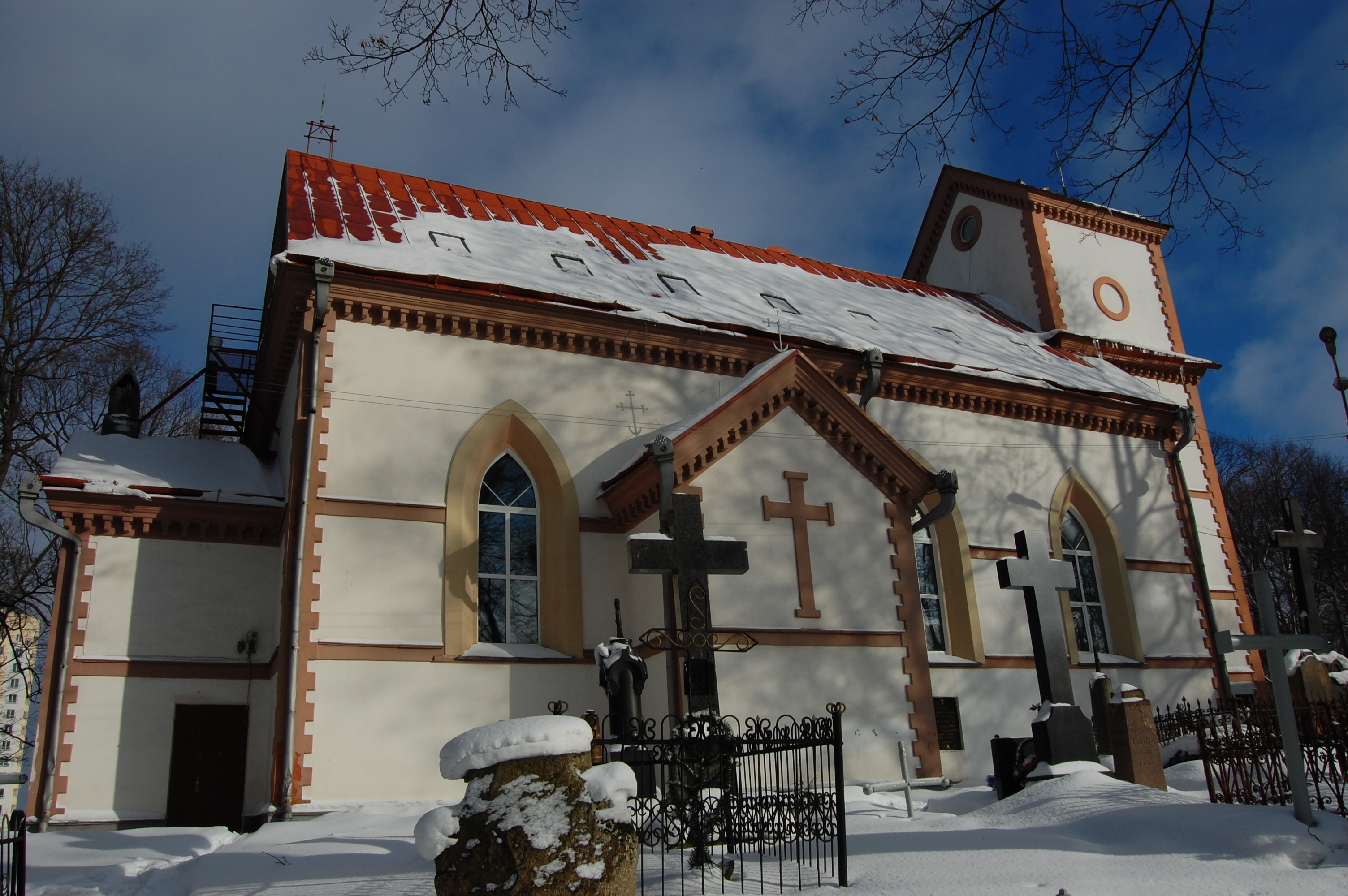
Фото на костел з боку

Костел Воздвиження Чесного Хреста це однонавна будівля, з прямокутною апсидою, перекрита циліндричною опалубкою, склепінням під двосхилим дахом. Дві невеликі каплиці, прибудовані до бічних фасадів, утворюють невеликий трансепт. Головний вхід має вигляд стрілчастого порталу, над ним знаходиться дзвіниця.
Під костелом, у крипті поховані художник Ян Дамель і єпископ Матевуш Ліпський.